# Museu d'Art Modern de Ljubljana
El Museu d'Art Modern de Ljubljana (en eslovè: Moderna galerija) és el museu més important d'art d'Eslovènia dels segles XX i XXI.
Fundat per decret del govern de la República Socialista d'Eslovènia el 30 de desembre de 1947, i obert oficialment al públic el 3 de gener de 1948, acull una col·lecció permanent d'art eslovè del segle XXI, així com també d'artistes internacionals. L'edifici central va ser dissenyat per Edvard Ravnikar i va ser construït el 1948. A més, actua com a espai de debat, documentació, educació, recerca i estudi obert al gran públic i a la producció cultural. El 26 de novembre de 2011, es va ampliar amb el Museu d'Art Contemporani de Metelkova, situat al carrer homònim.